# Lithostege
Lithostege är ett släkte av fjärilar som beskrevs av Jacob Hübner 1825. Lithostege ingår i familjen mätare.

## Bildgalleri

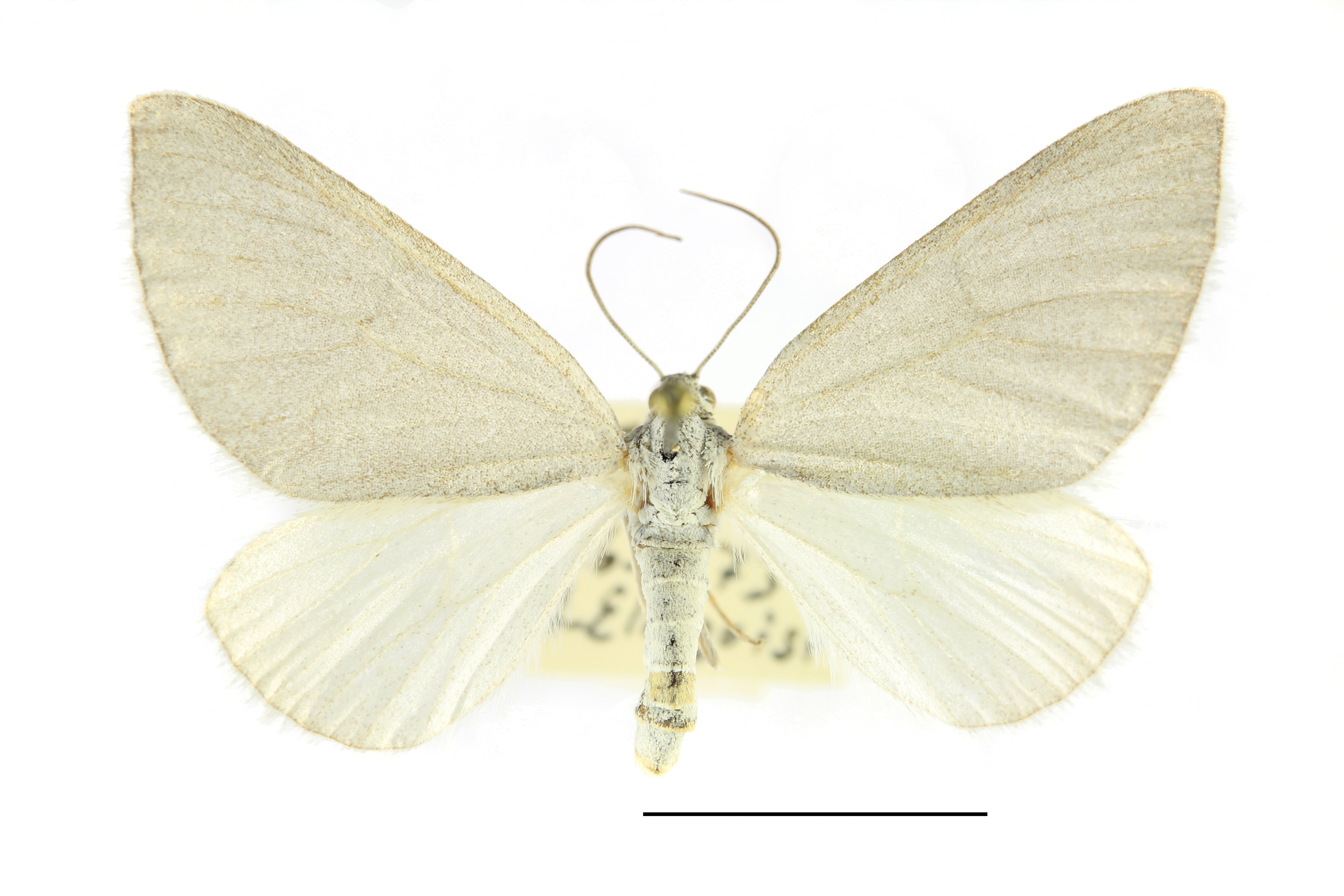
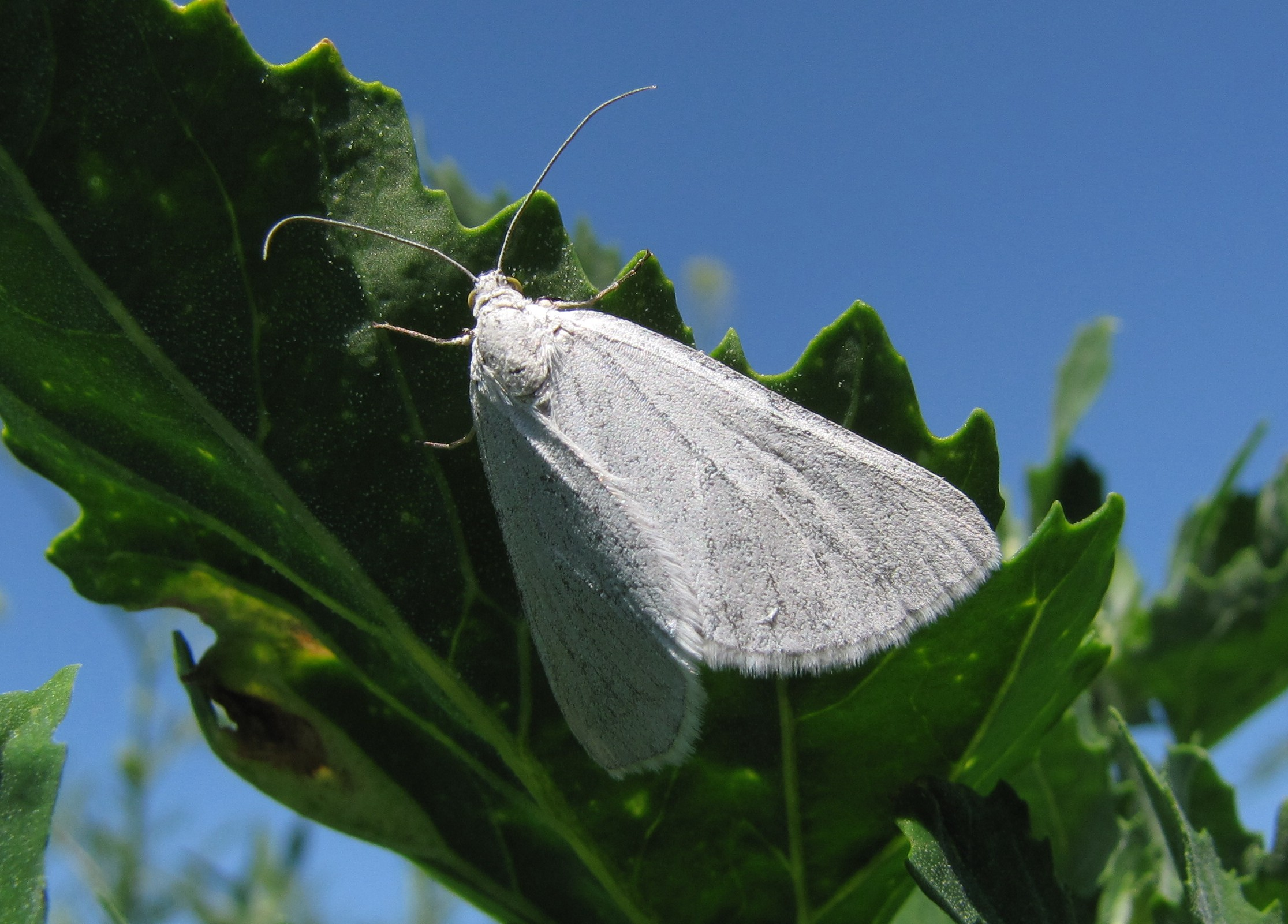
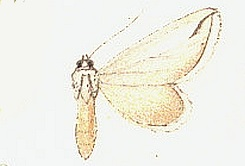
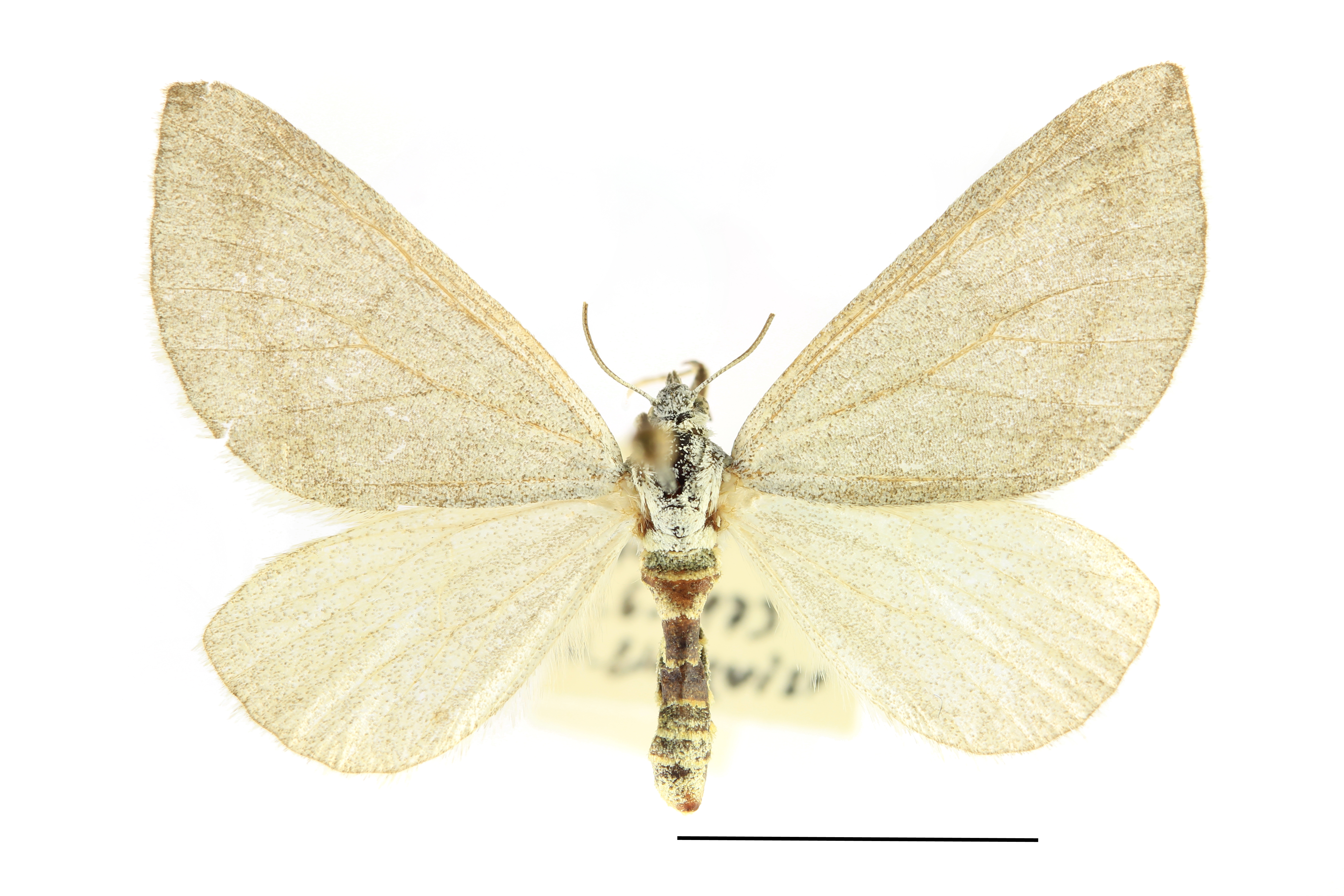
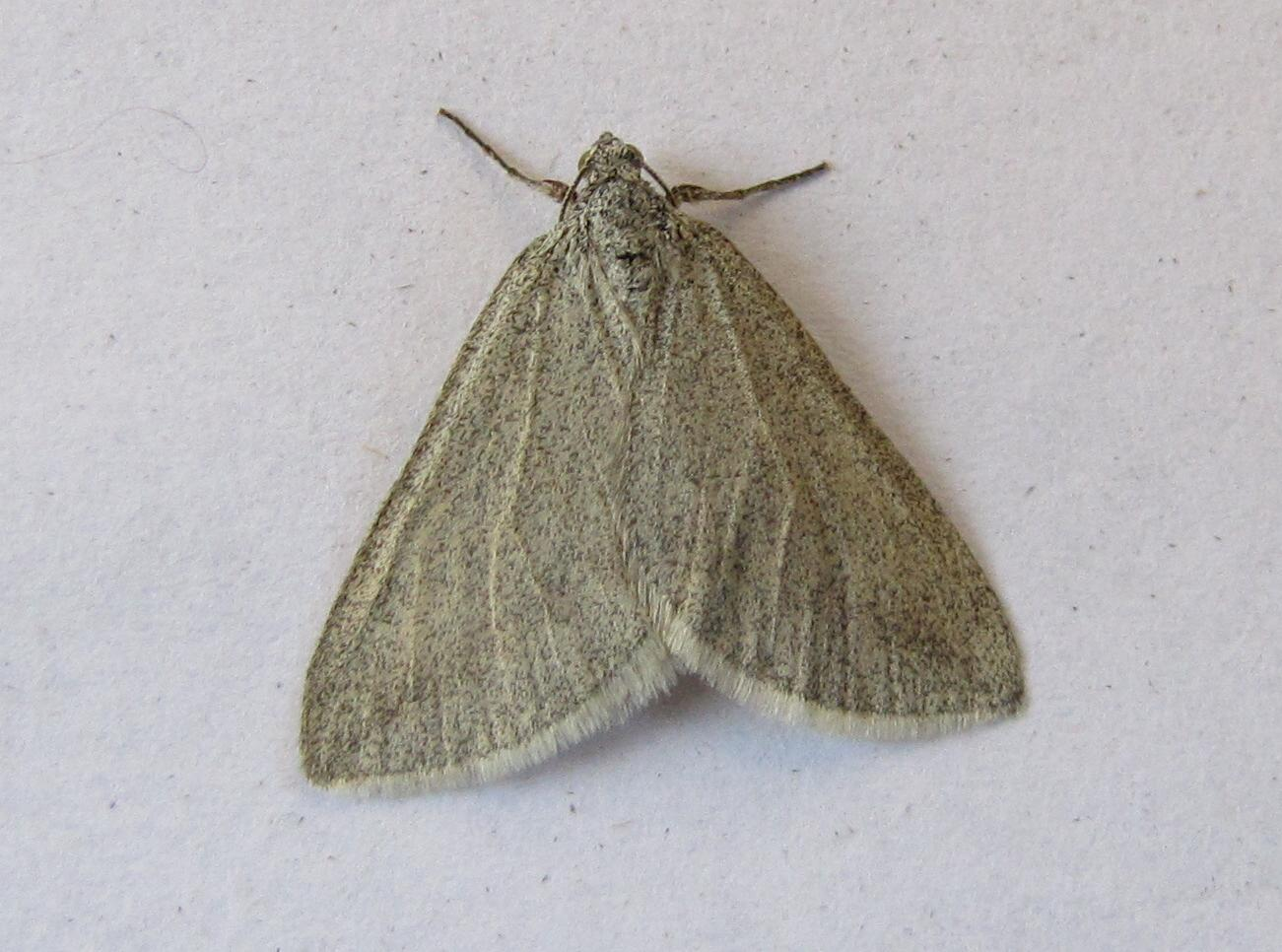
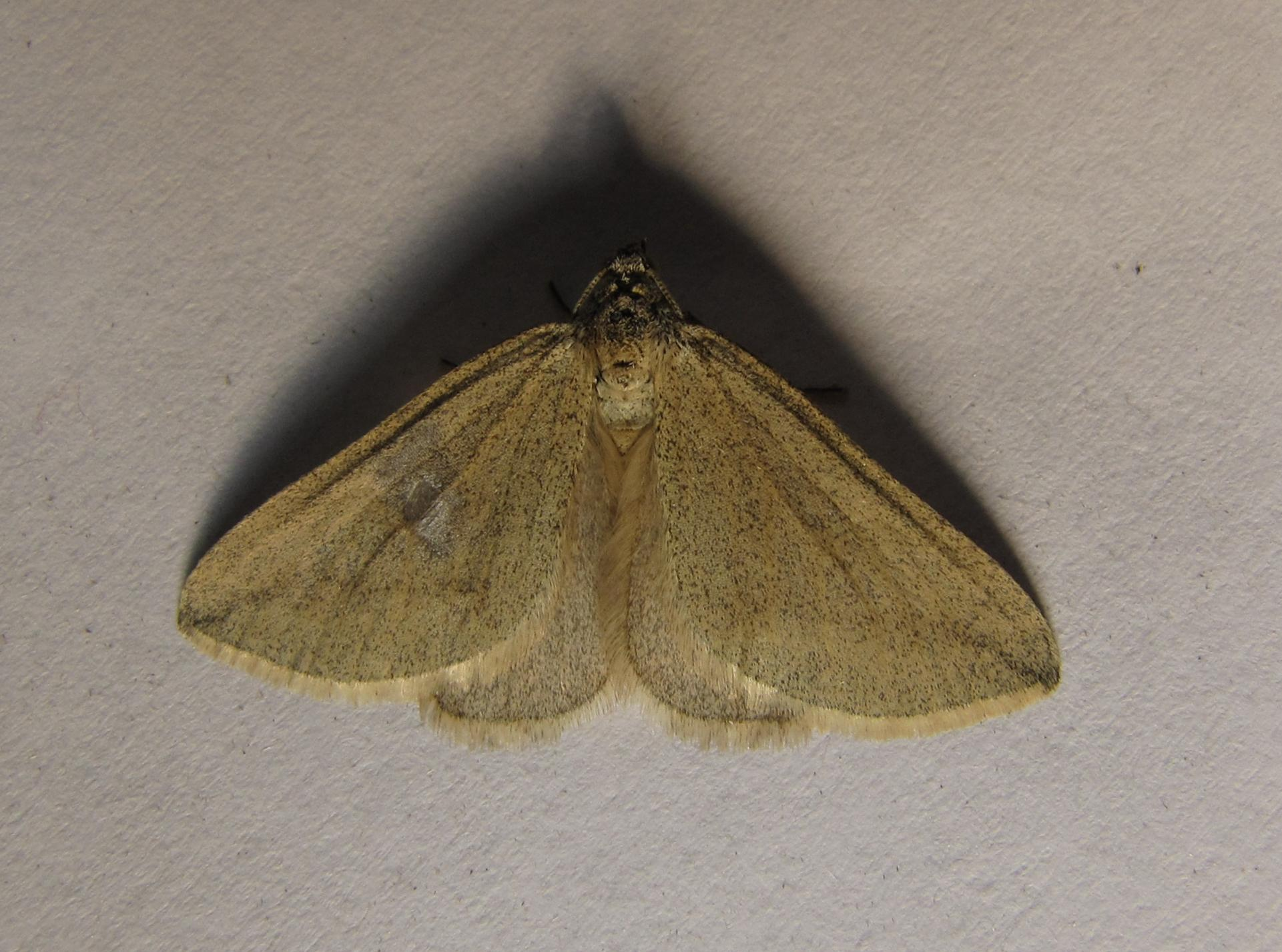

## Dottertaxa tillLithostege, i alfabetisk ordning[1][2]
- Lithostege abafii
- Lithostege albaria
- Lithostege ali
- Lithostege amoenata
- Lithostege amseli
- Lithostege ancyrana
- Lithostege angelicata
- Lithostege angulata
- Lithostege apatela
- Lithostege apicata
- Lithostege arizonata
- Lithostege asinata
- Lithostege assinata
- Lithostege bachmutensis
- Lithostege bicolorata
- Lithostege biermis
- Lithostege bifissana
- Lithostege bosporaria
- Lithostege brunnescens
- Lithostege buxtoni
- Lithostege castiliaria
- Lithostege chaoticaria
- Lithostege cinerata
- Lithostege clarkiata
- Lithostege coassaria
- Lithostege coassata
- Lithostege cycnaria
- Lithostege cyrenaica
- Lithostege deserticola
- Lithostege dissocyma
- Lithostege distictata
- Lithostege dublicata
- Lithostege duplicaria
- Lithostege duponcheli
- Lithostege duroata
- Lithostege elegans
- Lithostege excelsata
- Lithostege farinata
- Lithostege fissurata
- Lithostege fitzgeraldi
- Lithostege flavicornata
- Lithostege fuscata
- Lithostege giacomellii
- Lithostege gigantea
- Lithostege grisearia
- Lithostege griseata
- Lithostege herbuloti
- Lithostege ignorata
- Lithostege illibata
- Lithostege inanis
- Lithostege incanata
- Lithostege infuscata
- Lithostege latestrigata
- Lithostege lenata
- Lithostege luminosata
- Lithostege marcata
- Lithostege mesoleucata
- Lithostege mongolica
- Lithostege multiplicata
- Lithostege narynensis
- Lithostege nivearia
- Lithostege notata
- Lithostege obliquata
- Lithostege obscurata
- Lithostege ochraceata
- Lithostege odessaria
- Lithostege palaestinensis
- Lithostege pallescens
- Lithostege parva
- Lithostege pax
- Lithostege porcataria
- Lithostege pseudosacraria
- Lithostege repeteki
- Lithostege rotundata
- Lithostege scoliogramma
- Lithostege scripta
- Lithostege senata
- Lithostege staudingeri
- Lithostege stepparia
- Lithostege stöckli
- Lithostege subfuscata
- Lithostege transversaria
- Lithostege triplicaria
- Lithostege turkmenica
- Lithostege tzaddi
- Lithostege usgentaria
- Lithostege witzenmanni
- Lithostege zernyi